# Benjamín Rivera Silva
Benjamín Nicolás Rivera Silva es un futbolista chileno que juega en la posición de mediocampista central en Concón National de la Segunda División de Chile.

## Trayectoria
Realizó su formación de juvenil en el club Everton de Viña del Mar, y su debut profesional fue un partido disputado por la segunda ronda de Copa Chile el año 2018 enfrentando a Cobresal en El Salvador. Durante su etapa de juvenil, fue constantemente nominado a la Selección de fútbol sub-20 de Chile que era dirigida por Héctor Robles.
En marzo de 2022, se confirma su cesión a Deportes Iquique de la Primera B de Chile por toda la temporada.Tras no renovar su contrato con Everton, el 7 de diciembre de 2022 es anunciado su fichaje por Deportes Temuco de la Primera B.
Finalizado su contrato con el equipo albiverde, el 16 de enero de 2024 es anunciado como nuevo jugador de Con Con National de la Segunda División de Chile.

## Estadísticas
| Club                     | Div.          | Temporada     | Liga  | Liga  | Copas nacionales | Copas nacionales | Torneos internacionales | Torneos internacionales | Total | Total |
| Club                     | Div.          | Temporada     | Part. | Goles | Part.            | Goles            | Part.                   | Goles                   | Part. | Goles |
| ------------------------ | ------------- | ------------- | ----- | ----- | ---------------- | ---------------- | ----------------------- | ----------------------- | ----- | ----- |
| Everton · Chile          | 1.ª           | 2018          | 12    | 0     | 1                | 0                | —                       | —                       | 13    | 0     |
| Everton · Chile          | 1.ª           | 2019          | 8     | 0     | 3                | 0                | —                       | —                       | 11    | 0     |
| Everton · Chile          | 1.ª           | 2020          | 25    | 0     | —                | —                | —                       | —                       | 25    | 1     |
| Everton · Chile          | 1.ª           | 2021          | 9     | 0     | 2                | 0                | —                       | —                       | 11    | 1     |
| Everton · Chile          | Total club    | Total club    | 54    | 0     | 6                | 0                | 0                       | 0                       | 60    | 0     |
| Deportes Iquique · Chile | 2.ª           | 2022          | 13    | 0     | —                | —                | —                       | —                       | 13    | 0     |
| Deportes Iquique · Chile | Total club    | Total club    | 13    | 0     | 0                | 0                | 0                       | 0                       | 13    | 0     |
| Deportes Temuco · Chile  | 2.ª           | 2023          | 24    | 1     | 3                | 0                | —                       | —                       | 27    | 1     |
| Deportes Temuco · Chile  | Total club    | Total club    | 24    | 1     | 3                | 0                | 0                       | 0                       | 27    | 1     |
| Concón National · Chile  | 3.ª           | 2024          | 2     | 2     | 0                | 0                | —                       | —                       | 2     | 2     |
| Concón National · Chile  | Total club    | Total club    | 2     | 2     | 0                | 0                | 0                       | 0                       | 2     | 2     |
| Total carrera            | Total carrera | Total carrera | 93    | 3     | 9                | 0                | 0                       | 0                       | 102   | 3     |
| 1. 2.                    |               |               |       |       |                  |                  |                         |                         |       |       |